# ساهاکدوخت
ساهاکدوخت (ارمنی: Սահակադուխտ؛ انگلیسی: Sahakdukht؛ زادهٔ) آهنگساز، شاعر، علوم پرورشی اهل ارمنستان است که در سده ۸ میلادی می‌زیست.